# Lisztes berkenye
A lisztes berkenye vagy süvölvény berkenye (Sorbus aria) a rózsavirágúak (Rosales) rendjébe és a rózsafélék (Rosaceae) családjába tartozó faj.

## Előfordulása
A lisztes berkenye Európában mindenütt honos. Alacsonyabb, laza lombzáródású erdőkben vagy cserjésekben, Magyarországon sziklás és szurdokerdőkben fordul elő. Igen alakgazdag faj, hazánkban több mint negyven, ún. közelrokon és átmeneti hibridogén eredetű, állandósult kisfaját tartják nyilván, bár az érintett fajnevek egy része a nemzetközi botanikai színtéren vitatott.

## Megjelenése
A lisztes berkenye lombhullató, mintegy 6-12 méter magasra megnövő fa, igen széles, laposan boltozatos koronával, amely szabálytalan felépítésű. Kérge a fiatal és az idősebb fákon egyaránt sima, ezüstös- vagy fénytelen szürke. Felülete a korosodás során némileg repedezetté vagy kissé pikkelyessé válik. A 6-12 centiméter hosszú levelek tagolatlanak és körülbelül 5-7 centiméter szélesek, hosszúkás tojásdadok, vállukon ék alakúak vagy lekerekítettek, egyenlőtlenül kétszer fűrészesek, néha sekélyen karéjosak. Kihajtás után felül selymesen szőrösek, de később lekopaszodva sötétzöldek, fonákjuk állandóan fehéren molyhos. A levéllemez elég merev.

## Életmódja
A lisztes berkenye fénykedvelő, de a félárnyékot is elviselő fa, mérsékelten száraz, meszes, meleg talajokon nő. A virágzási ideje május–június között van. A krémszínű-fehér virágokat rovarok porozzák be. Skarlátvörös bogyókat hoz, amit gyakran madarak fogyasztanak.

### A rokonsági körébe tartozó kis fajok
- kőhányási berkenye (Sorbus acutiserratus)
- Andreánszky-berkenye (Sorbus andreanszkyana)
- Ádám-berkenye (Sorbus adami)
- bakonyi berkenye (Sorbus bakonyensis)
- balatoni berkenye (Sorbus balatonica)
- Barabits-berkenye (Sorbus barabitsii)
- Bartha-berkenye (Sorbus barthae)
- bodajki berkenye (Sorbus bodajkensis)
- Boros-berkenye (Sorbus borosiana)
- Budai-berkenye (Sorbus budaiana)
- bükki berkenye (Sorbus buekkensis)
- keszthelyi berkenye (Sorbus decipientiformis)
- Degen-berkenye (Sorbus degenii)
- gánti berkenye (Karpatiosorbus dracofolia)
- Keller-berkenye (Sorbus eugenii-kelleri)
- Gáyer-berkenye (Sorbus gayeriana)
- gerecsei berkenye (Sorbus gerecseensis)
- Hulják-berkenye (Sorbus huljakii)
- Jávorka-berkenye (Sorbus javorkae)
- Kárpáti-berkenye (Sorbus karpatii)
- nagylevelű berkenye (Sorbus latissima)
- Májer-berkenye (Sorbus majeri)
- dunántúli berkenye (Sorbus pannonica)
- Polgár-berkenye (Sorbus polgariana)
- rövidkaréjú berkenye (Sorbus pseudobakonyensis)
- Duna-menti berkenye (Sorbus pseudodanubialis)
- széleslevelű berkenye (Sorbus pseudolatifolia)
- kevéserű berkenye (Sorbus pseudosemiincisa)
- csákberényi berkenye (Sorbus pseudovertensis)
- Rédl-berkenye (Sorbus redliana)
- budai berkenye (Sorbus semiincisa)
- Simonkai-berkenye (Sorbus simonkaiana)
- Soó-berkenye (Sorbus sooi)
- közép-dunai berkenye vagy Duna-vidéki berkenye (Sorbus subdanubialis)
- Thaisz-berkenye (Sorbus thaiszii)
- Tobán-berkenye (Sorbus tobani)
- szillevelű berkenye (Sorbus ulmifolia)
- Vajda-berkenye (Sorbus vajdae)
- szedresvölgyi berkenye (Sorbus vallerubusensis)
- vértesi berkenye (Sorbus vertesensis)
- veszprémi berkenye (Sorbus veszpremensis)
- Zólyomi-berkenye (Sorbus zolyomii)[1]

## Képek

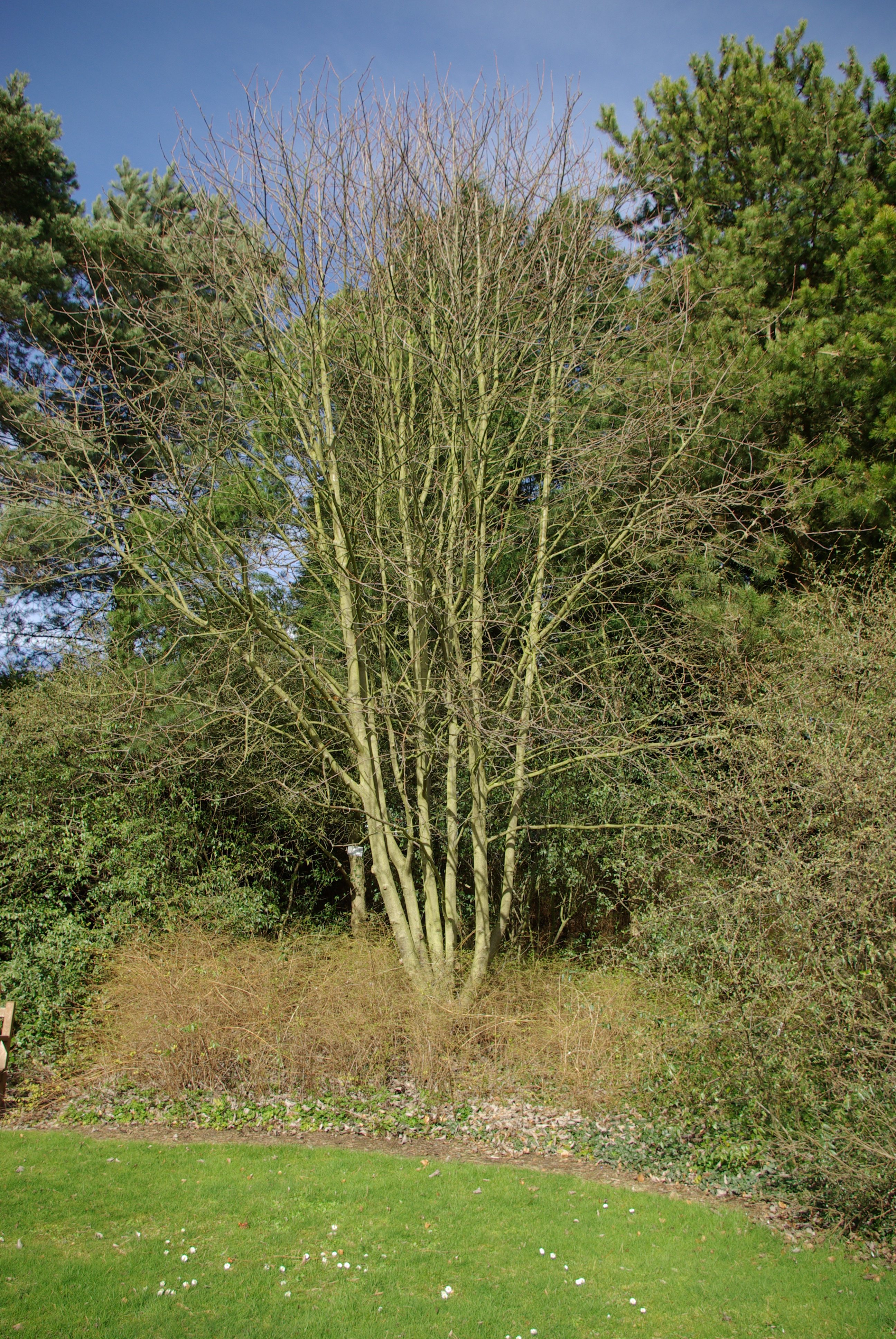
A fa kora tavasszal
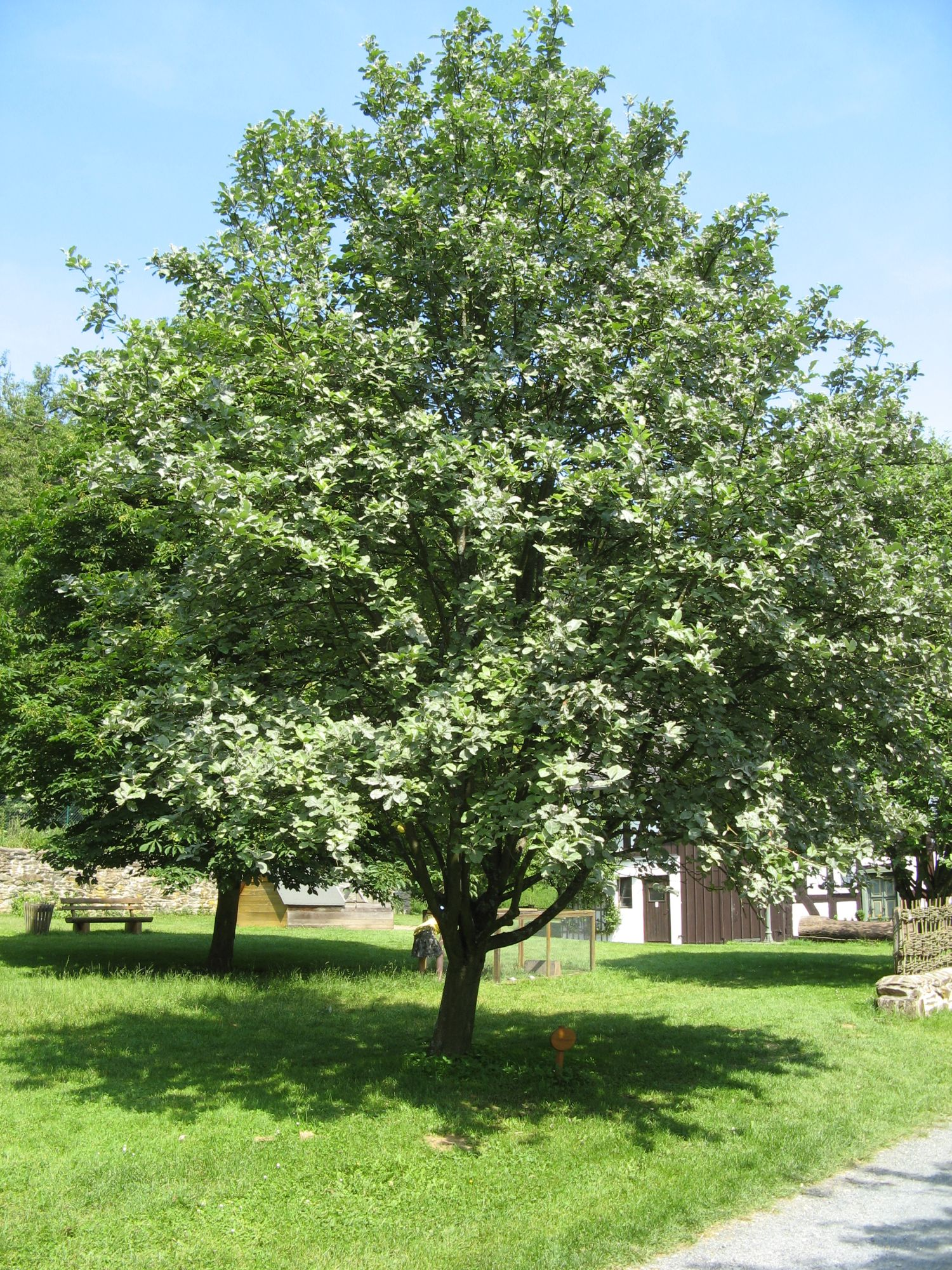
és nyár elején
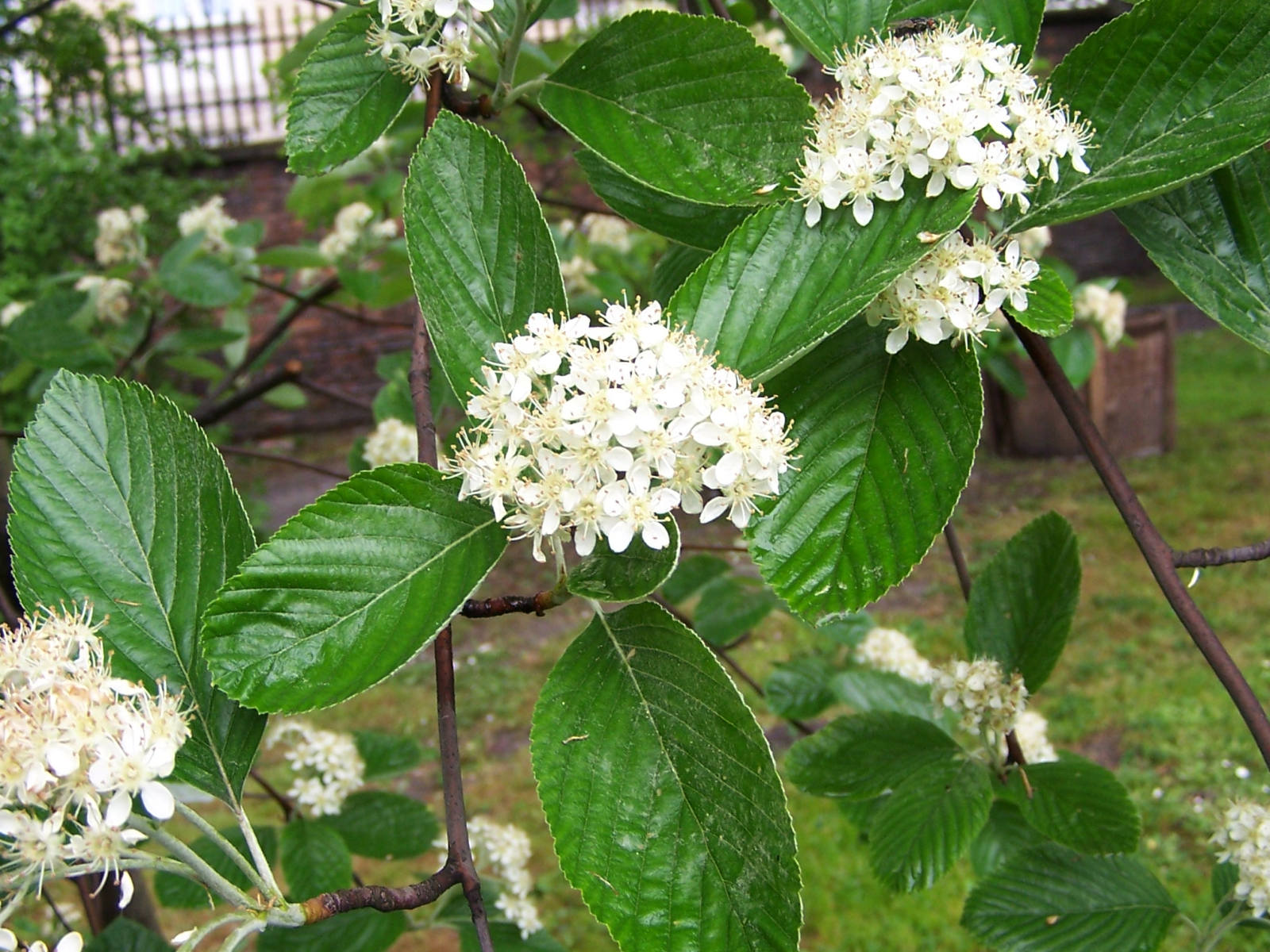
A virágai
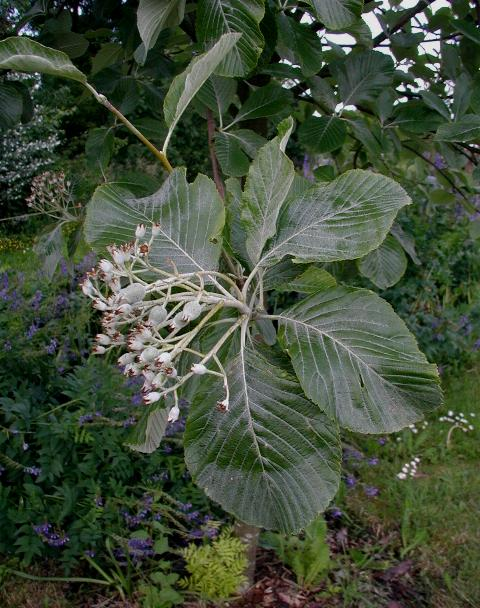
elvirágzás közben
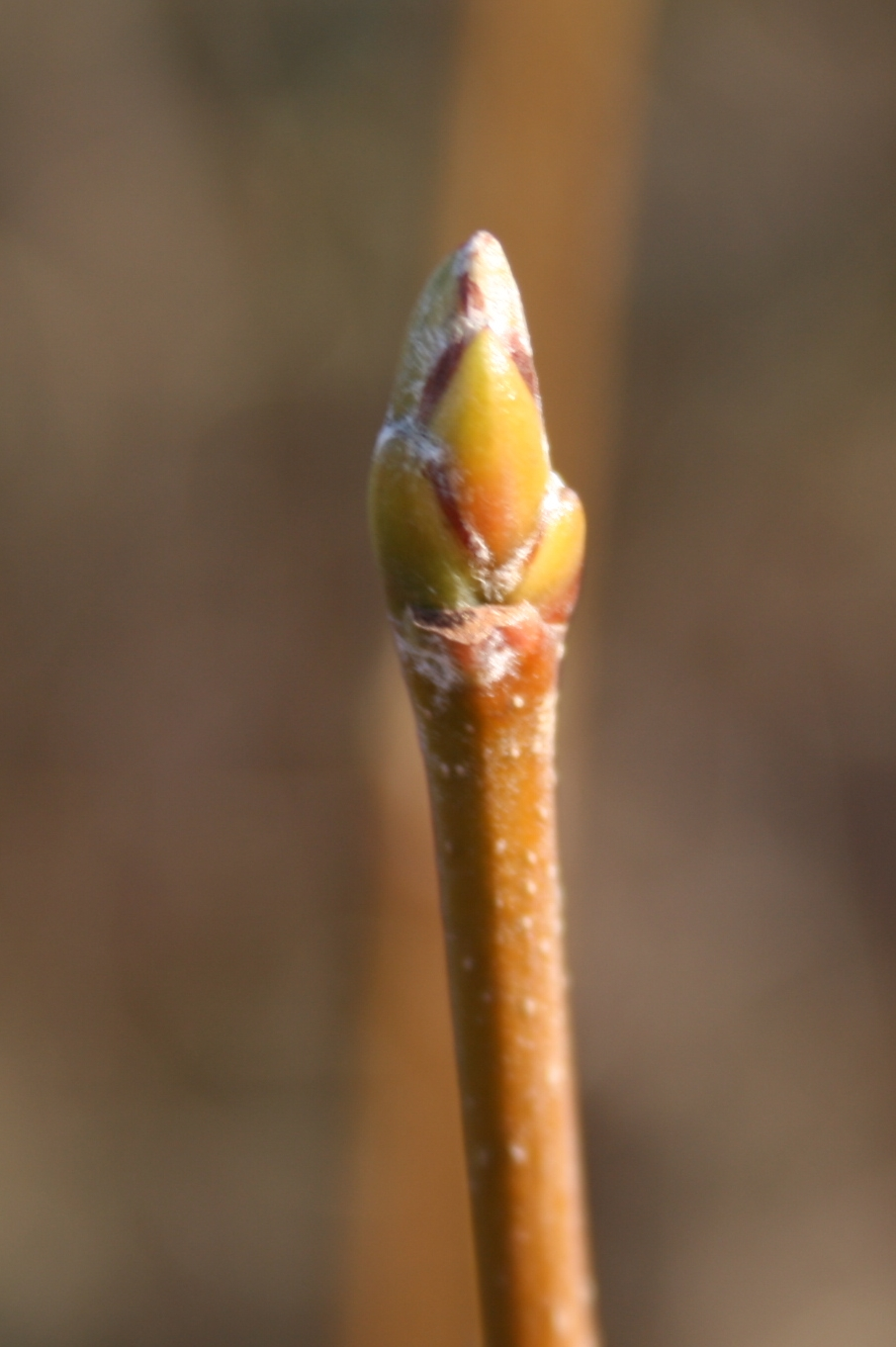
Rügye
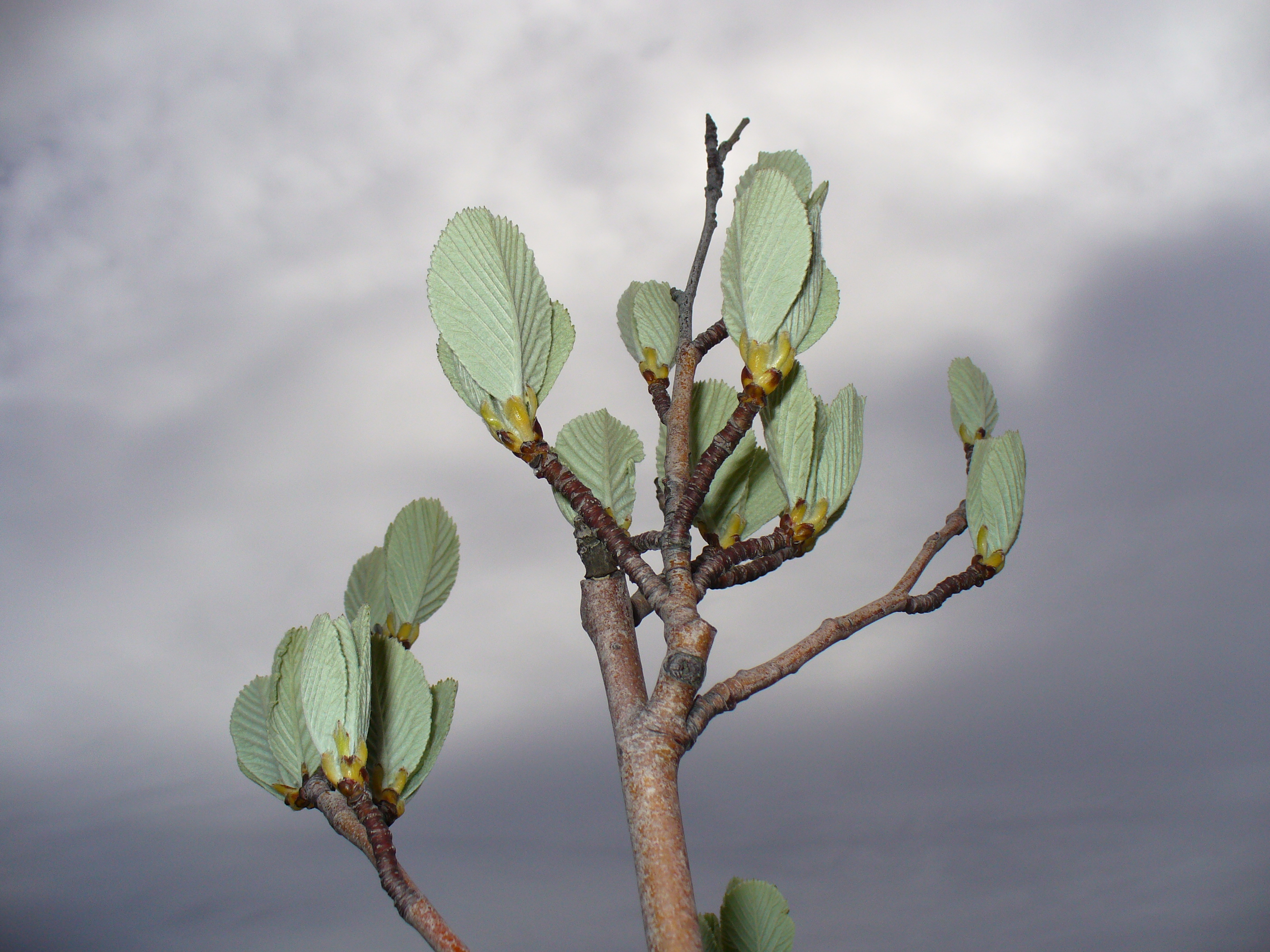
Fiatal levelei
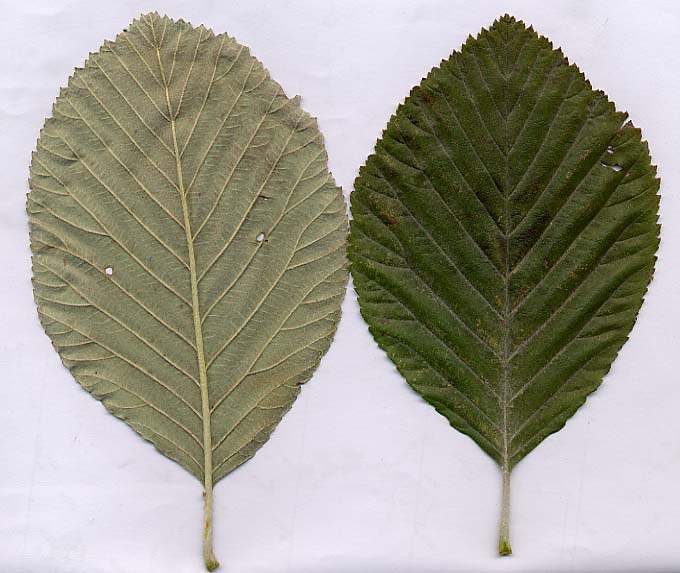
A levelei; alulról és felülről
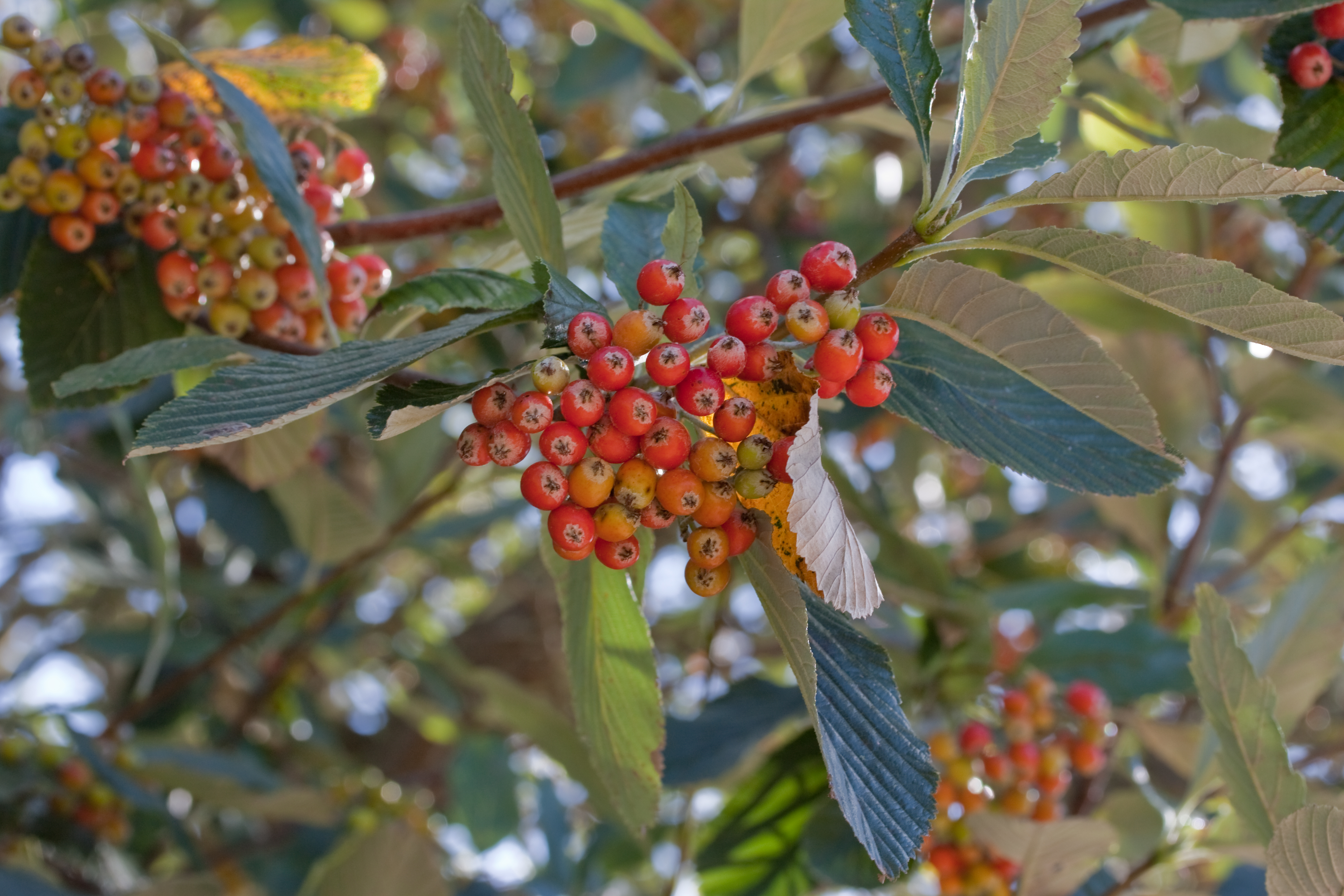
Termései
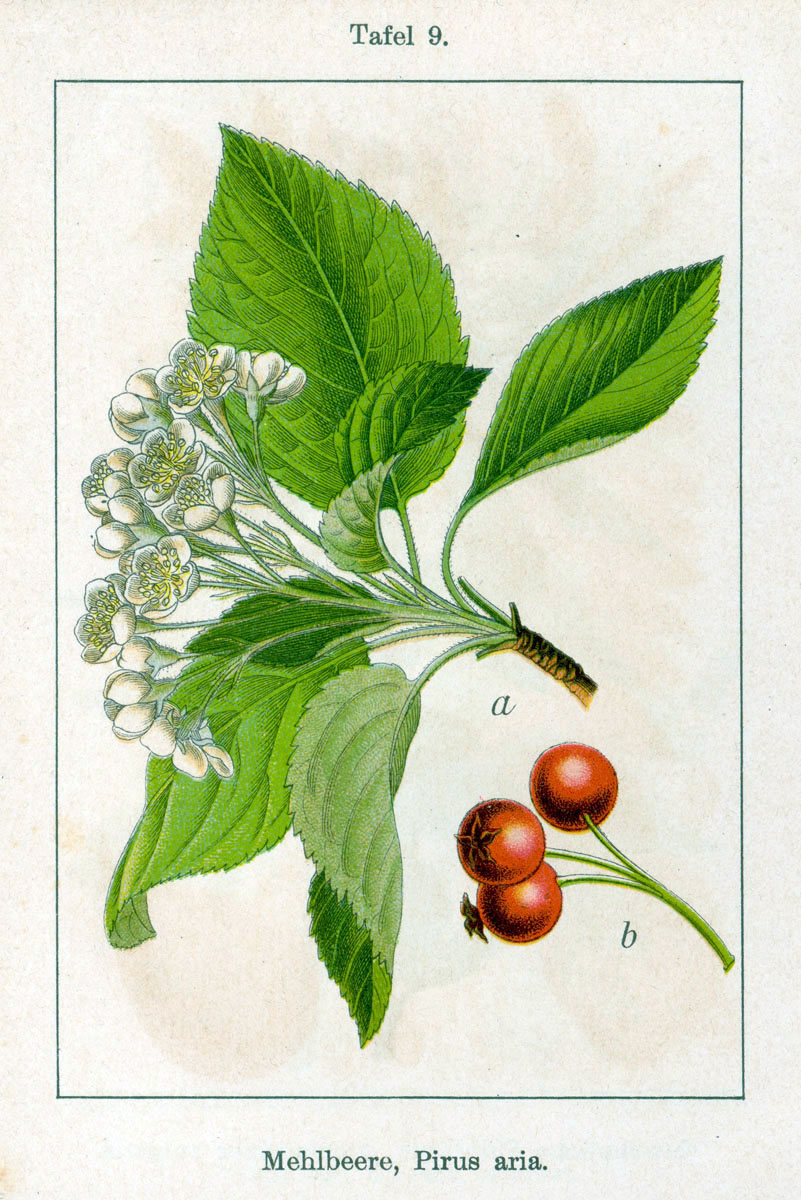
Rajz a növény részeiről.
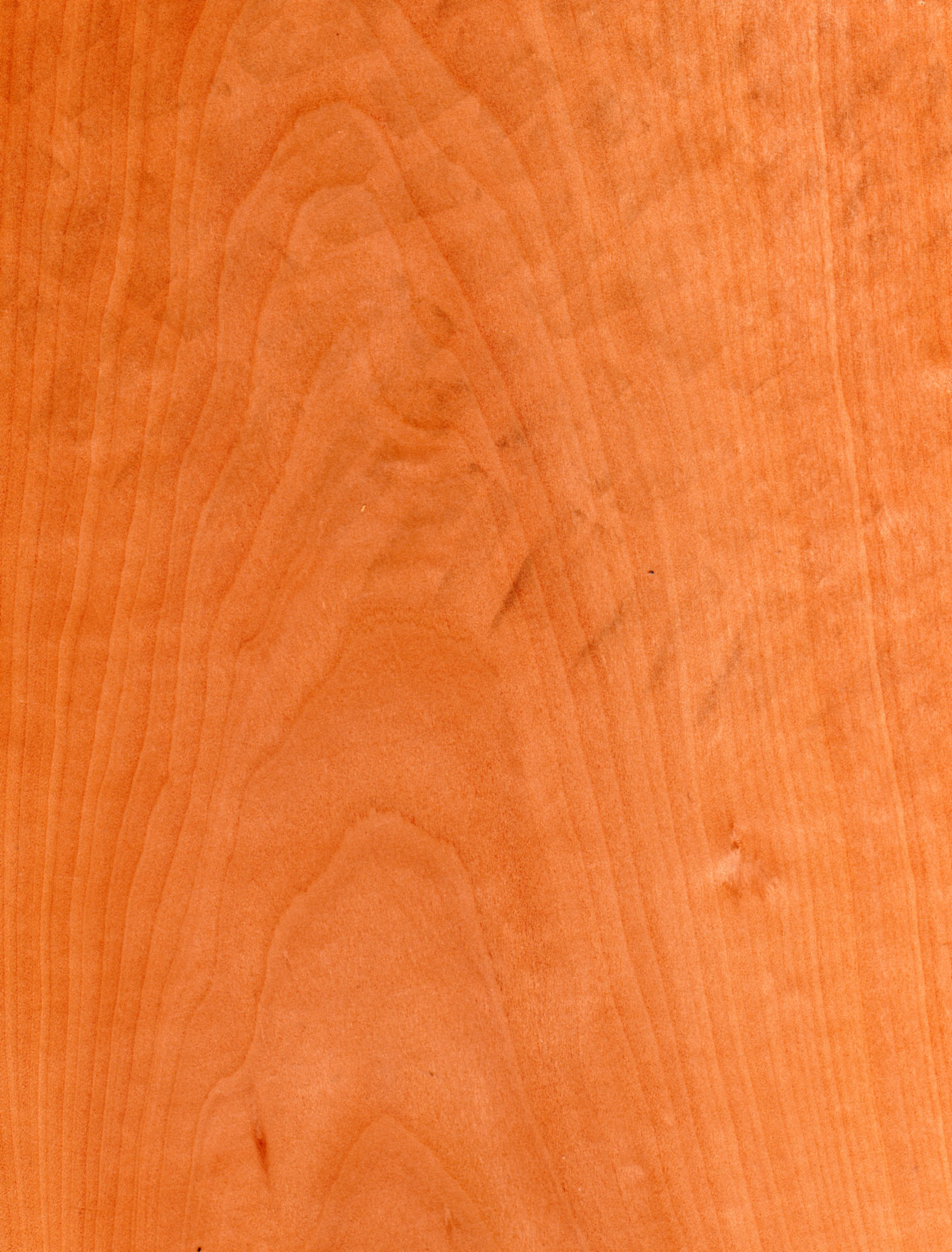
Fája